# Морилка (энтомология)

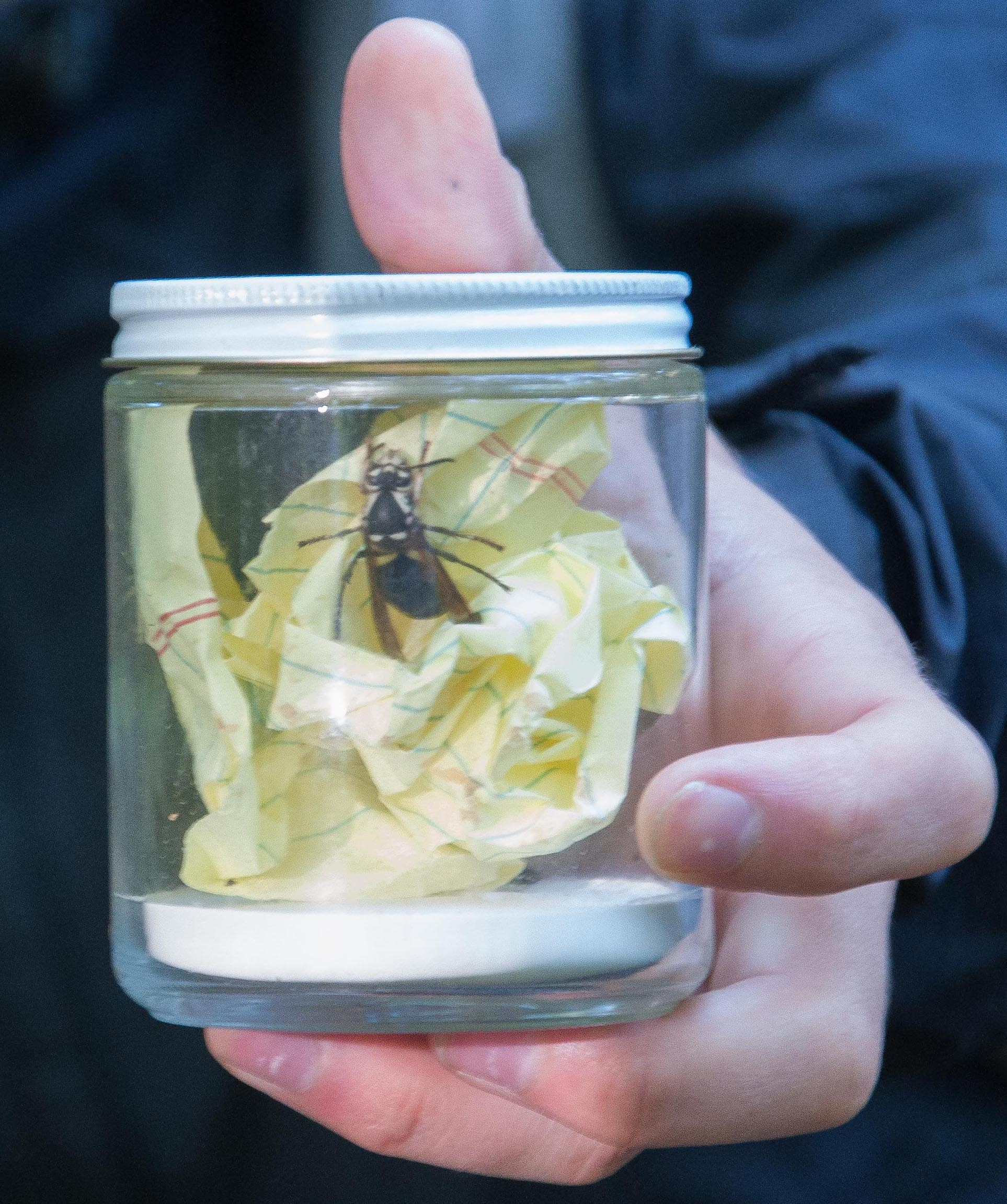

Морилка — специальное устройство для умертвления насекомых, применяемое при сборах в энтомологические коллекции.
Современные морилки представляют собой стеклянные или пластиковые широкогорлые банки с плотной крышкой. Объём морилки в первую очередь зависит от размера и количества помещаемых в неё насекомых.
На дне морилки располагается гигроскопичный материал, пропитанный ядом: ватный тампон, кусок поролона, кусок льняной ткани, полоски фильтровальной бумаги и т. п. Ранее широко применялся цианистый калий, который заливали на дне морилки слоем гипса. С прошлого века в широкое использование для этих целей вошли медицинский эфир или хлороформ. Однако позднее от них также отказались ввиду их отрицательного влияния на качественные характеристики насекомых — они получались жёсткими и почти не поддавались расправлению и монтировке для коллекции. На сегодняшний день наиболее широко применяются сложные эфиры уксусной кислоты — этилацетат, амилацетат, бутилацетат.
В крышке морилки иногда имеется отверстие, через которое внутрь помещаются насекомые.
Многие энтомологи используют самодельные морилки, которые относительно несложно изготовить из подручных материалов.